# Regnitz, Stocksee und Sandgebiete von Neuses bis Hallstadt
Regnitz, Stocksee und Sandgebiete von Neuses bis Hallstadt este o arie protejată (arie specială de conservare — SAC, sit de importanță comunitară — SCI) din Germania întinsă pe o suprafață de 311,58 ha, integral pe uscat.

## Localizare
Centrul sitului Regnitz, Stocksee und Sandgebiete von Neuses bis Hallstadt este situat la coordonatele 49°48′35″N 10°59′24″E / 49.8097°N 10.99°E.

## Înființare
Situl Regnitz, Stocksee und Sandgebiete von Neuses bis Hallstadt a fost declarat sit de importanță comunitară în noiembrie 2004 pentru a proteja 9 specii de animale. Situl a fost protejat și ca arie specială de conservare în aprilie 2016.

## Biodiversitate
Situată în ecoregiunea continentală, aria protejată conține 7 habitate naturale: Vegetație psamofilă uscată cu pășuni deschise de Corynephorus și Agrostis, Lacuri eutrofice naturale cu vegetație de tip Magnopotamion sau Hydrocharition, Pajiști calcaroase din nisipuri xerice, Liziere de ierburi înalte hidrofile de câmpie și de nivel montan până la alpin, Fânețe de joasă altitudine (Alopecurus pratensis, Sanguisorba officinalis), Păduri aluvionare cu Alnus glutinosa și Fraxinus excelsior (Alno-Padion, Alnion incanae, Salicion albae), Păduri mixte riverane de Quercus robur, Ulmus laevis și Ulmus minor, Fraxinus excelsior sau Fraxinus angustifolia, de-a lungul marilor râuri (Ulmenion minoris).
La baza desemnării sitului se află mai multe specii protejate:
- amfibieni (2): izvoraș-cu-burta-galbenă (Bombina variegata), triton cu creastă (Triturus cristatus)
- mamifere (2): castor (Castor fiber), liliac cu urechi mari (Myotis bechsteinii)
- nevertebrate (5): croitorul mare al stejarului (Cerambyx cerdo), rădașcă (Lucanus cervus), phengaris nausithous (Maculinea nausithous), Ophiogomphus cecilia, Osmoderma eremita Complex